# 列斯肯區

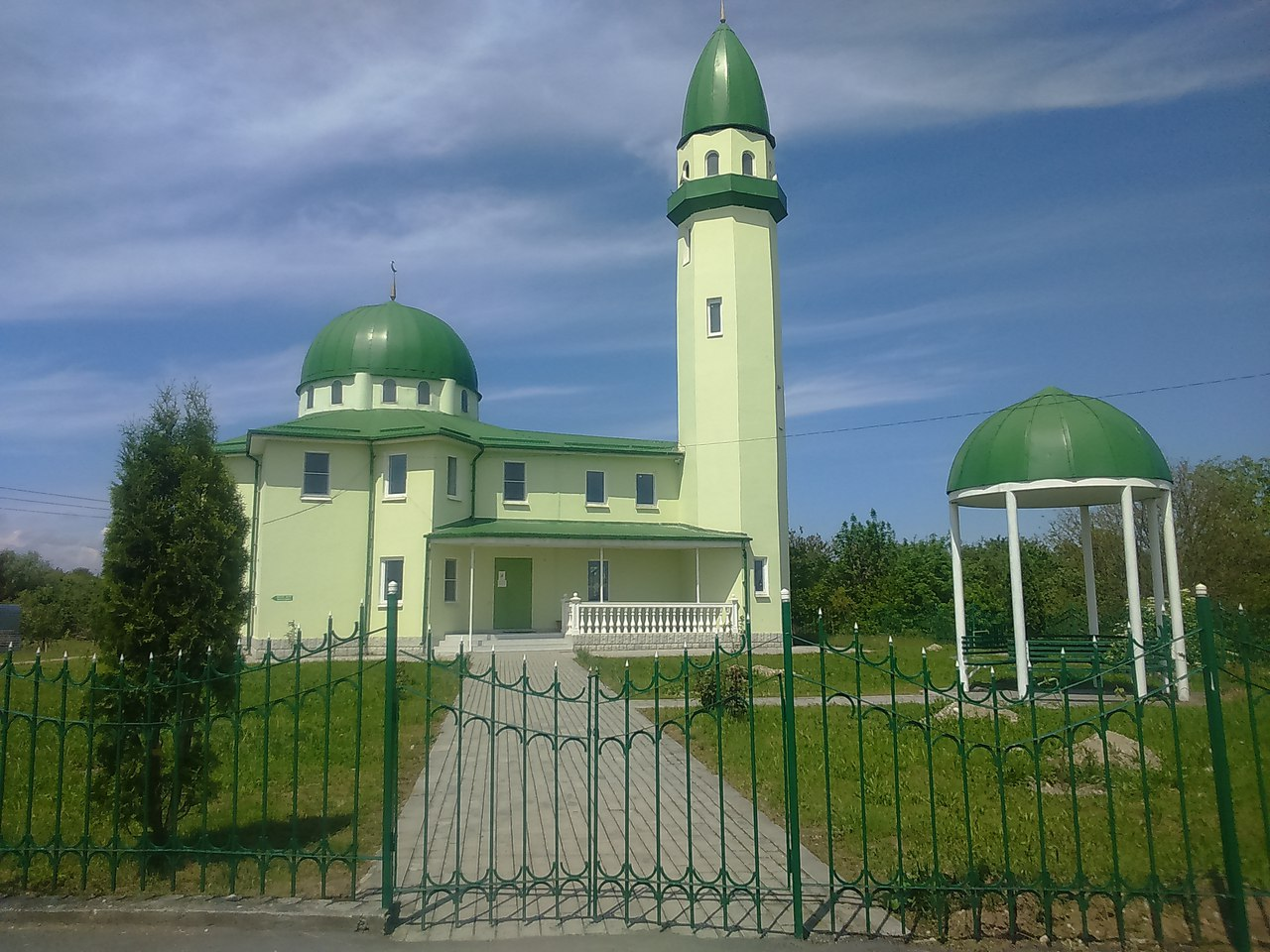

43°21′N 43°56′E / 43.350°N 43.933°E
列斯肯區（俄语：Лескенский район），是俄羅斯的一個區，位於該國西南部，由卡巴爾達-巴爾卡爾共和國負責管轄，面積523平方公里，2010年人口27,840，人口密度每平方公里53.23人。